# Olho de gato (sinalização)

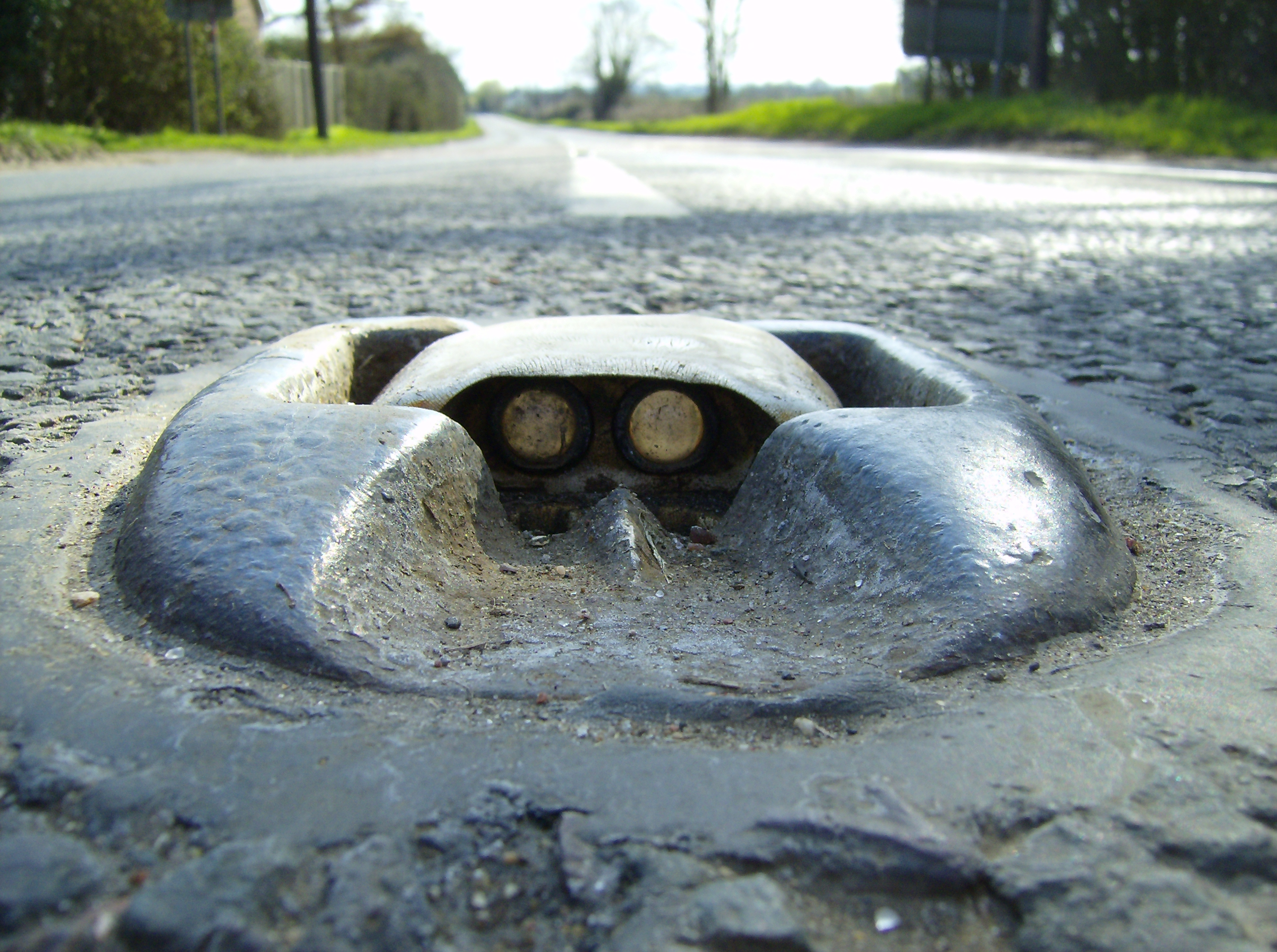
Olho de gato implantado no asfalto de uma rodovia

O olho de gato é um tipo de sinalização rodoviária capaz de refletir a luz dos faróis dos automóveis, permitindo a indicação dos limites da rodovia durante viagens noturnas.
Referido nas resoluções do CONTRAN, do Código de Trânsito Brasileiro e demais normas legais, tecnicamente pelo adjetivo catadióptrico.
O olho de gato foi criado por Percy Shaw em 1934 no Reino Unido. O primeiro modelo original consistia de duas lentes esféricas reflexivas de vidro.[carece de fontes?]